# Provincia di Khouribga
La provincia di Khouribga è una delle province del Marocco, parte della regione di Béni Mellal-Khénifra.

## Geografia antropica

### Suddivisioni amministrative
La provincia di Khouribga conta 5 municipalità e 26 comuni:

#### Municipalità
- Bejaad
- Boujniba
- Hattane
- Khouribga
- Oued Zem

#### Comuni
- Ain Kaicher
- Ait Ammar
- Bir Mezoui
- Bni Bataou
- Bni Smir
- Bni Ykhlef
- Bni Zrantel
- Boukhrisse
- Bulanouare
- Braska
- Chougrane
- El Foqra
- Kasbat Troch

- Lagfaf
- Lagnadiz
- Maadna
- M'Fassis
- Oulad Abdoune
- Oulad Aissa
- Oulad Azzouz
- Oulad Boughadi
- Oulad Fennane
- Oulad Ftata
- Oulad Gouaouch
- Rouached
- Tachrafat
- Beni Khairan